# 北山水库 (句容)
北山水库是中国江苏省镇江市句容市境内的一座水库，位于句容河上，建于1959年。水库正常库容为2061万立方米，集雨面积为60平方千米，海拔为52米。